# Silley-Bléfond
Silley-Bléfond település Franciaországban, Doubs megyében. Lakosainak száma 57 fő (2022. január 1.). Silley-Bléfond Baume-les-Dames, Adam-lès-Passavant, Bretigney-Notre-Dame, Esnans, Pont-les-Moulins és Saint-Juan községekkel határos.

## Népesség
A település népessége az elmúlt években az alábbi módon változott:
| Lakosok száma | 62   | 57   | 47   | 70   | 54   | 49   | 56   | 60   | 61   | 57   |
|               | 1968 | 1982 | 1990 | 2006 | 2013 | 2015 | 2017 | 2019 | 2020 | 2022 |